# Carencro
Carencro é uma cidade localizada no estado americano de Luisiana, na Paróquia de Lafayette.

## Demografia
Segundo o censo americano de 2000, a sua população era de 6120 habitantes.
Em 2006, foi estimada uma população de 6434, um aumento de 314 (5.1%).

## Geografia
De acordo com o United States Census Bureau tem uma área de
15,8 km², dos quais 15,8 km² cobertos por terra e 0,0 km² cobertos por água. Carencro localiza-se a aproximadamente 12 m acima do nível do mar.

## Localidades na vizinhança
O diagrama seguinte representa as localidades num raio de 12 km ao redor de Carencro.